# Leprosario de Lazareto
El Leprosario de Lazareto fue una institución sanitaria establecida en la comunidad de Lazareto, en las afueras de la ciudad de Tarija, en el sur de Bolivia. Fundado a mediados del siglo XIX para albergar a personas afectadas por la lepra, el lugar también fue un importante espacio de caridad, fe y exclusión social. Actualmente, las ruinas del leprosario, junto con su cementerio y una capilla, forman parte del patrimonio cultural de Tarija, estrechamente vinculado a la festividad de San Roque y a las creencias en las aguas milagrosas del lugar.

## Historia
El origen del Leprosario de Lazareto se remonta oficialmente a 1842, durante la administración del general Magariños, aunque ya se habían detectado casos de lepra en Tarija desde 1835, posiblemente introducidos desde el sur durante la Guerra de la Independencia. En 1846, una ley nacional asignó fondos para su funcionamiento en la finca municipal de Guerrahuayco, dando lugar a la creación formal del hospital para leprosos, cuya construcción se consolidó entre 1853 y 1858 bajo la dirección de los franciscanos de Tarija, encabezados por el padre Leonardo Delfante, con apoyo de neófitos chaqueños de la misión de Chimeo.

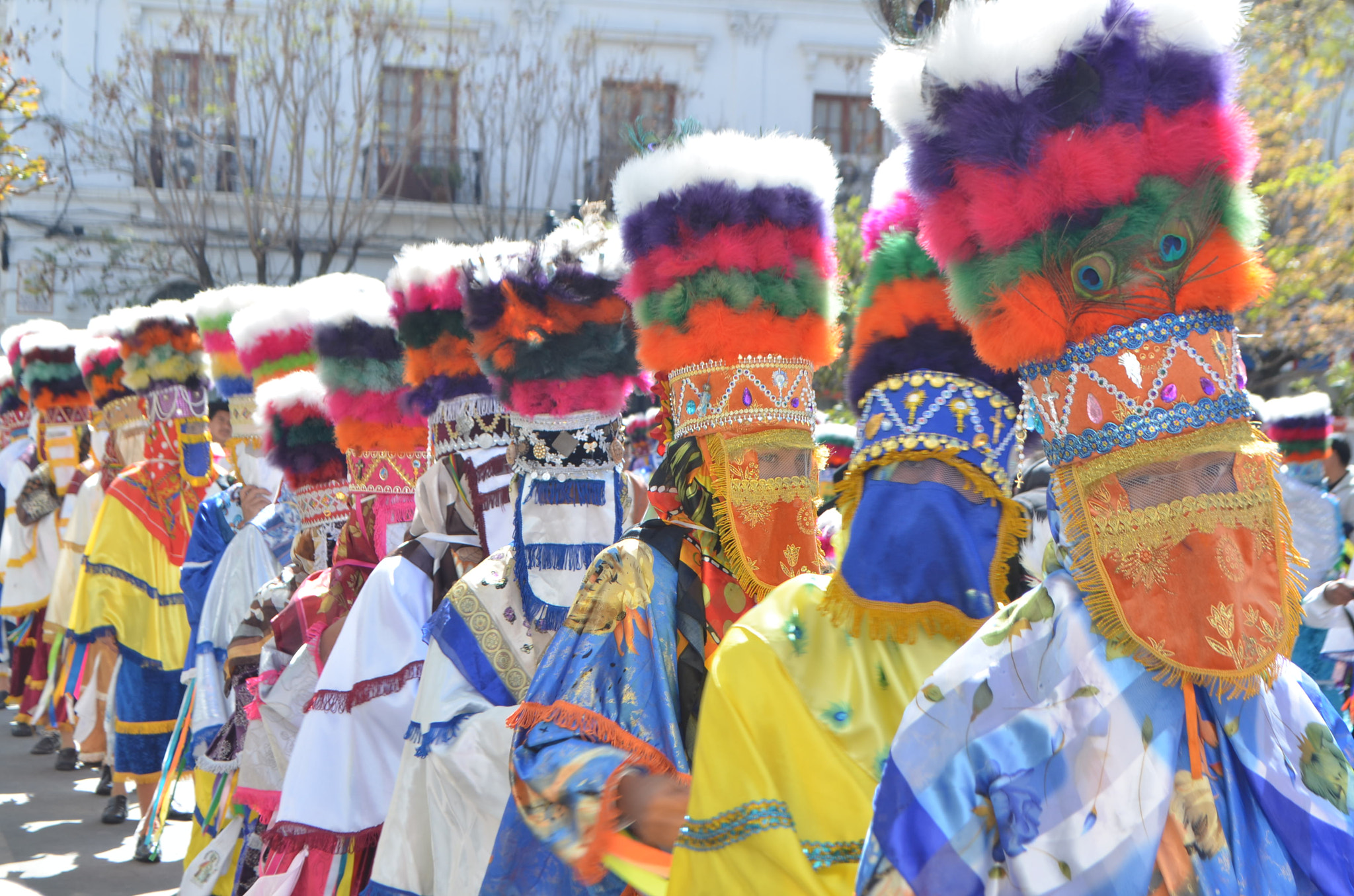
Los chunchos promesantes de la fiesta de San Roque visten trajes que recuerdan a los enfermos de lepra de la región en el.

Los pacientes, conocidos como “lazarientos”, eran internados en condiciones de aislamiento. La infraestructura incluía patios separados por género, pequeñas viviendas denominadas covachas, una capilla, una huerta y un sistema de riego. Durante los inviernos, cuando los suministros escaseaban, algunos lazarientos deambulan hasta el pueblo en busca de ayuda, cubiertos y acompañados de campanillas para evitar el contacto directo.
A pesar del estigma social, la comunidad tarijeña mostró gestos de solidaridad, dejando alimentos y agua a las puertas del leprosario. En 1885 se suspendió la internación obligatoria por razones humanitarias, al considerarse que la lepra no era altamente contagiosa. Hacia 1901, el lazareto se encontraba en estado de abandono. Según fuentes orales, el Lazareto fue cerrado de manera trágica, con el supuesta envenenamiento y posterior quema del lugar junto a 25 enfermos, aunque estos hechos carecen de verificación documental plena.

## Actualidad y relación con la festividad de San Roque
En la actualidad, se conservan las ruinas del leprosario y el cementerio. Además, se construyó una nueva capilla en 1980, que es visitada por creyentes, turistas y devotos, especialmente durante la festividad de San Roque, uno de los santos más venerados de Tarija. San Roque es considerado protector contra las enfermedades y su culto está estrechamente vinculado al pasado del leprosario.
Durante las fiestas de agosto, la comunidad de Lazareto recibe a promesantes, “chunchos” y “cañeros” que llegan en procesión para rendir homenaje al santo. La capilla moderna, adornada con imágenes de los chunchos, constituye un espacio central de estas celebraciones. En las viviendas de la zona y comunidades cercanas, la imagen de San Roque está presente como símbolo de fe y protección.
Además, muchos visitantes acuden durante todo el año a las llamadas aguas milagrosas que fluyen desde la cordillera de Sama. Estas aguas, asociadas desde tiempos antiguos a propiedades curativas, eran utilizadas por los lazarientos para aliviar sus dolencias, y hoy en día siguen siendo objeto de devoción y peregrinación.